# Гау-Бишофсхайм
Гау-Бишофсхайм (нем. Gau-Bischofsheim) — община в Германии, в земле Рейнланд-Пфальц. 
Входит в состав района Майнц-Бинген. Подчиняется управлению Боденхайм.  Население составляет 1856 человек (на 31 декабря 2010 года). Занимает площадь 2,84 км².

## Города-побратимы
- Франция, Льерне

## Фотографии

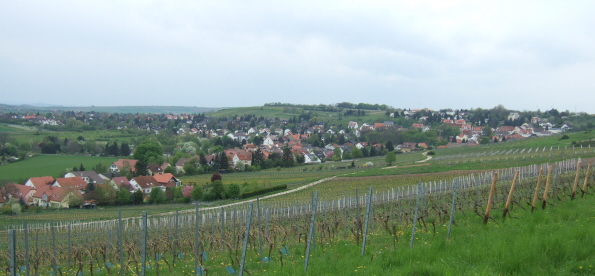
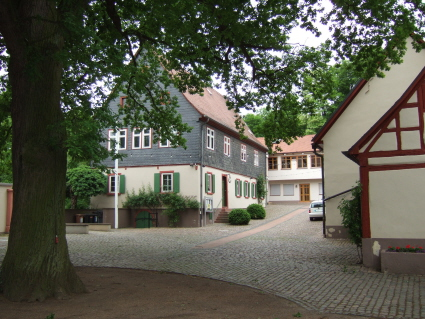
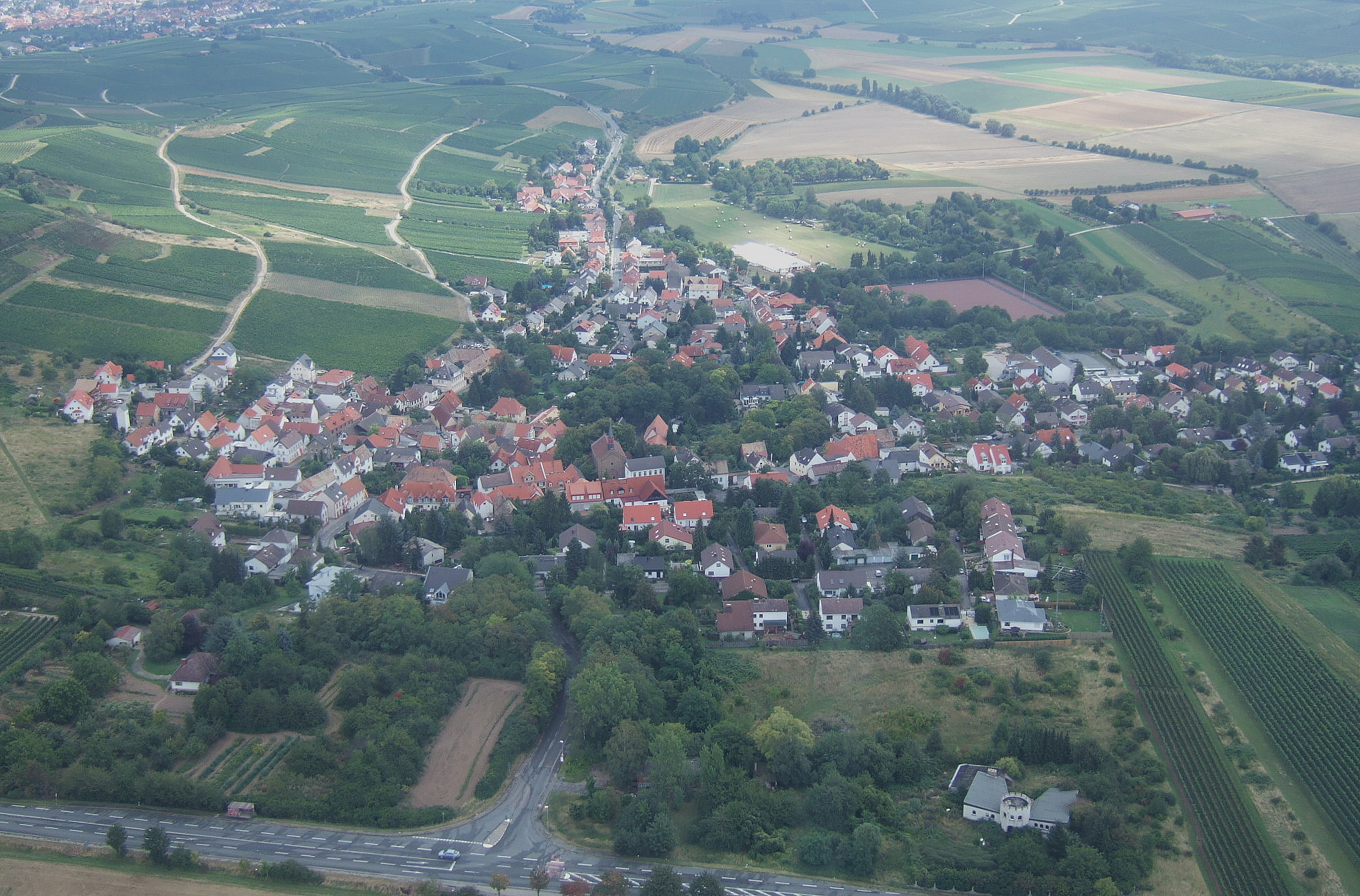
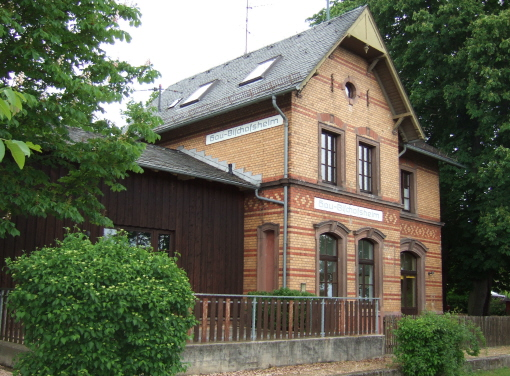
Вокзал